# Ramiro Ortiz Mayorga
Ramiro Ortiz Mayorga (1947- ) es un empresario nicaragüense. 
Fundador y director del Grupo Promerica, uno de los más importantes grupos corporativos de Nicaragua con presencia en otros países de América.
Es una de las personas más ricas del país, dueño del Banco de la Producción (Banpro) y del grupo editor "Nuevo Diario Medios" editora de El Nuevo Diario, desde 2011 hasta 2019 que desapareció y Diario Metro entre otras empresas.  Fue dueño de la empresa Palcasa dedicada a la producción de aceite de palma con la polémica de practicar la desforestación para crear áreas de cultivo.
Miembro del grupo de expertos Diálogo Interamericano con sede en Washington D. C. Recibió la distinción de empresario del año en Nicaragua, de parte de la Cámara General de Comercio de Nicaragua en el año 2013 y por el Consejo Superior de la Empresa Privada (Cosep) en septiembre de 2017.

## Biografía
Ramiro Ortiz Mayorga nació en León, Nicaragua, en 1947. Cursó los estudios de primaria y secundaria en el Colegio La Salle de esa ciudad. En 1965 se traslada a Estados Unidos a estudiar economía agrícola en una universidad de Texas donde se gradúa cuatro años después obteniendo una de campo un año después, en 1970.
Tras sus estudios en EE. UU. vuelve a Nicaragua comenzando a trabajar como gerente de la división agroindustrial del Banco Central de Nicaragua hasta 1973 cuando fue nombrado gerente regional del Banco de América hasta 1977. 
El 11 de noviembre de 1991, funda, junto a otros empresarios, el Banco de la Producción S.A. (Banpro), empresa central del Grupo Promerica. En el año 2011 compra a ARDISA el periódico El Nuevo Diario, al que cambia de línea editorial,  que junto a  Metro, un periódico gratuito repartido en el área de Managua, y Maje, un sitio de perfil juvenil,  conforma la empresa Editorial Nuevo Amanecer, que cerrarían en 2019 en el contexto de la crisis sociopolítica abierta en el país.
Se casó con Patricia Guardián Debayle con la que ha tenido cinco hijos.